# جیغ (فیلم)
جیغ (به انگلیسی: Scream) فیلمی اسلشر محصول سال ۱۹۹۶ به کارگردانی وس کریون و نویسندگی کوین ویلیامسون است. در این فیلم نو کمبل، دیوید آرکت، کورتنی کاکس، رز مک‌گوآن، اسکیت اولریش، جیمی کندی و درو بریمور بازی کردند.

## خلاصه داستان
داستان در مورد چند بچه دبیرستانی است که یکی یکی پس از تماس تلفنی قاتل نقاب‌داری سلاخی می‌شوند تا اینکه سیدنی پرسکات (نیو کمپل) یکی از بچه‌های دبیرستان که مادرش چند سال قبل به طرز مشکوکی کشته شده، مورد حمله قاتل قرار گرفته ولی از حمله نجات پیدا می‌کند. پلیس پس از این ماجرا به دوست سیدنی بیلی لومیس مشکوک شده و او را دستگیر می‌کند. دقیقاً در شبی که بیلی دستگیر می‌شود، تلفن زنگ زده و سیدنی صدای قاتل را می‌شنود، بنابراین بیلی آزاد می‌شود و روز بعد با به قتل رسیدن مدیر دبیرستان موج جدیدی از وحشت در دبیرستان به پا می‌شود.